# Monhystera spiralis
Monhystera spiralis is een rondwormensoort uit de familie van de Monhysteridae. De wetenschappelijke naam van de soort is voor het eerst geldig gepubliceerd in 1929 door Wu & HoeppIi.